# Damiano Damiani
Damiano Damiani (Pasiano di Pordenone, 1922. július 23. – Róma, 2013. március 7.) olasz festőművész, díszlettervező, forgatókönyvíró, filmrendező.

## Életpályája
Tanulmányait Milánóban az Accademia di Brera intézményben végezte. 1946-tól 10 évig csak rövid- és dokumentumfilmeket forgatott. 1958–1960 között forgatókönyvíróként dolgozott. 1959-től játékfilmeket rendezett. Az 1960-as évek hozták meg számára a sikert.
Légzési elégtelenségben hunyt el 2013. március 7-én Rómában.

## Filmjei

### Rendezőként
- A pirosító (1960) (forgatókönyvíró is)
- A bérgyilkos (1961) (forgatókönyvíró is)
- Az unalom (1963) (forgatókönyvíró is)
- Arturo szigete (1963) (forgatókönyvíró is)
- A hazatelepült (1963) (forgatókönyvíró is)
- Mint a bagoly nappal (1967) (forgatókönyvíró is)
- A legszebb asszony (1970) (forgatókönyvíró is)
- Egy rendőrfelügyelő vallomása az államügyésznek (1971) (forgatókönyvíró is)
- A vizsgálat lezárult, felejtse el! (1971) (forgatókönyvíró is)
- A nagy csábító mosolya (1973) (forgatókönyvíró is)
- Miért ölnek meg egy bírót? (1975) (forgatókönyvíró és színész is)
- Egy zseni, két haver, egy balek (1975) (forgatókönyvíró is)
- Goodbye és ámen (1977) (forgatókönyvíró is)
- Félek (1977) (forgatókönyvíró is)
- Térdre kényszerítve (1979) (forgatókönyvíró is)
- A figyelmeztetés (1980) (forgatókönyvíró is)
- A démonok háza (1982)
- Polip (1984)
- A Pizza-kapcsolat (1985) (forgatókönyvíró is)
- Nyomozás Krisztus holtteste után (1986) (forgatókönyvíró is)
- Egy ember képmása (1989) (forgatókönyvíró is)
- A Lenin-vonat (1990) (forgatókönyvíró is)
- Angyal pisztollyal (1992) (forgatókönyvíró is)
- Tekintélyes ember (1992) (forgatókönyvíró is)
- Szeresd ellenségedet (1999) (forgatókönyvíró is)
- Szeresd ellenségedet 2. (2001) (forgatókönyvíró is)

### Forgatókönyvíróként
- Nagy Heródes (1958)

## Díjai
- San Sebastian-i Arany Kagyló díj (1962): Arturo szigete
- FIPRESCI-díj (1963): A hazatelepült
- berlini Ezüst Medve díj (1985): A Pizza-kapcsolat
- David di Donatello-díj (1987): Nyomozás Krisztus holtteste után